# Tabuhudong
Tabuhudong (kinesiska: 塔步忽洞, 塔步忽洞乡) är en socken i Kina. Den ligger i den autonoma regionen Inre Mongoliet, i den norra delen av landet, omkring 99 kilometer nordost om regionhuvudstaden Hohhot.
Genomsnittlig årsnederbörd är 562 millimeter. Den regnigaste månaden är juli, med i genomsnitt 155 mm nederbörd, och den torraste är januari, med 3 mm nederbörd.